# Джиффони-Сеи-Казали
Джиффони-Сеи-Казали (итал. Giffoni Sei Casali) — коммуна в Италии, располагается в регионе Кампания, в провинции Салерно.
Население составляет 4168 человек, плотность населения составляет 123 чел./км². Занимает площадь 34 км². Почтовый индекс — 84090. Телефонный код — 089.
Покровителем коммуны почитается святитель Мартин Турский, празднование 11 ноября.